# یواس‌اس هیث هن (ای‌ام‌سی-۶)
یواس‌اس هیث هن (ای‌ام‌سی-۶) (به انگلیسی: USS Heath Hen (AMc-6)) یک کشتی بود که طول آن ۹۴ فوت ۴ اینچ (۲۸٫۷۵ متر) بود. این کشتی در سال ۱۹۳۶ ساخته شد.